# Peucetia viridans

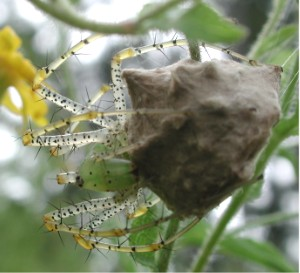
Femelă cu cocon

Peucetia viridans este un păianjen din familia Oxyopidae. Numele speciei - viridans, se traduce din latină - "a deveni verde". Acesta nu trebuie să fie confundat cu Peucetia viridana, o specie din India si Myanmar, sau Peucetia viridis din Spania și Africa. Culoarea corpului este verde. Lungimea corpului femelei este de 2,2 cm, a masculului 1,2 cm.  Pe prosomă se găsesc pete roșii. Regiunea dintre ochi este acoperită cu perișori albi. Piciorele sunt verzi-gălbui, cu spini și pete negre. Acest păianjen este din puținele specii neveninoase. Totuși mușcătura lui poate fi dureroasă. 

Femelele gestate își pot schimba culorea în funcție de culoarea mediului. Aceasta durează 16 zile. Femelele construiesc un cocon cu diametru de 2 cm, în care depune 25 - 600 de ouă. Ea păzește coconul atăcând pe oricine care se apropie. Juveniili se eclozează după 2 săptămâni.  

Peucetia viridans este un reglator eficient al unor dăunători culturilor agricole. El se hrănește cu multe specii de molii și larvele acestora. De exemplu: moliile de bumbac (Heliothis zea, Alabama agrillacea, moliile de varză (Trichoplusia ni). Cu toate acestea, el vâneză și unele insecte benefice (Apis mellifera).

Această specie este răspândită în Statele Unite, America Centrală, insulele Antile și Venezuela.